# Districtul Püspökladány
Püspökladány (în maghiară Püspökladányi járás) este un district în județul Hajdú-Bihar, Ungaria.
Districtul are o suprafață de 729,05 km2 și o populație de 40.877 locuitori (2013).